# Un 22 juillet
Pour plus de détails, voir Fiche technique et Distribution.
Un 22 juillet (22 July) est un film dramatique américain réalisé par Paul Greengrass et sorti en 2018. Il s’agit de l’adaptation de l'ouvrage En av oss d'Åsne Seierstad (2013) racontant les faits sur les attentats d'Oslo et d'Utøya commis par  Anders Behring Breivik en 2011.
Contrairement au film norvégien Utøya, 22 juillet, dans lequel l'attentat est vu du point de vue des victimes le jour des faits, le film de Paul Greengrass montre la réalité du tueur, la réalité vécue par les victimes et l'après attentat à travers la convalescence des blessés et le procès de Breivik. La caméra de Greengrass suit ainsi Breivik, les victimes de Breivik, leurs familles, la mère de Breivik, l'avocat de Breivik ainsi que Jens Stoltenberg le premier ministre de Norvège.

## Fiche technique
Sauf indication contraire, les informations mentionnées dans cette section peuvent être confirmées par la base de données cinématographiques IMDb,  présente dans la section « Liens externes ».
- Titre original : 22 July
- Titre de travail : Norway
- Titre français : Un 22 juillet
- Réalisation : Paul Greengrass
- Scénario : Paul Greengrass, d'après l'ouvrage En av oss d'Åsne Seierstad
- Musique : Sune Martin
- Direction artistique : Marius Winje Brustad
- Décors : Liv Ask
- Costumes : Margrét Einarsdóttir
- Photographie : Pål Ulvik Rokseth
- Montage : William Goldenberg
- Production : Eli Bush, Gregory Goodman, Paul Greengrass et Scott Rudin
  - Production déléguée : Chris Carreras
  - Production exécutive : Finni Johannsson et Tor Arne Øvrebø
- Société de production : Scott Rudin Productions
- Société de distribution : Netflix
- Budget : 20 millions de dollars[1]
- Pays de production :  États-Unis
- Langue originale : anglais et norvégien
- Format : couleur
- Genre : drame historique
- Durée : 143 minutes
- Dates de sortie[2] :
  - Italie : 5 septembre 2018 (Mostra de Venise)
  - Mondial : 10 octobre 2018 (sur Netflix)

## Distribution
- Anders Danielsen Lie (VF : Julien Allouf) : Anders Behring Breivik[3]
- Jon Øigarden (en) (VF : Arnaud Bedouët) : Geir Lippestad[3]
- Thorbjørn Harr : Sveinn Are Hanssen
- Jonas Strand Gravli (VF : Benjamin Jungers) : Viljar Hanssen
- Ola G. Furuseth : Jens Stoltenberg
- Ulrikke Hansen Døvigen (en) : Inga Bejer Engh (en)
- Isak Bakli Aglen : Torje Hanssen
- Maria Bock (no) (VF : Stéphanie Lafforgue) : Christin Kristoffersen
- Tone Danielsen (en) : le juge Wenche Arntzen
- Sonja Sofie Sinding : Lycke Lippestad
- Turid Gunnes : Mette Larsen
- Kenan Ibrahamefendic : Dr Kolberg
- Monica Borg Fure : Monica Bøsei
- Ingrid Enger Damon : Alexandra Bech Gjørv (en)
- Seda Witt (VF : Nastassja Girard) : Lara Rashid
- Anja Maria Svenkerud : Siv Hallgren
- Hasse Lindmo (VF : Laurent Maurel) : Svein Holden (en)

## Accueil

### Festival et sortie
Un 22 juillet est sélectionné en compétition et présenté en avant-première mondiale le 5 septembre 2018 à la Mostra de Venise, avant de diffuser mondialement le 10 octobre 2018 sur Netflix.

### Accueil critique
Sur l'agrégateur américain Rotten Tomatoes, le film récolte 80 % d'opinions favorables pour 123 critiques. Sur Metacritic, il obtient une note moyenne de 69⁄100 pour 27 critiques.